# Échauffour
Échauffour är en kommun i departementet Orne i regionen Normandie i nordvästra Frankrike. Kommunen ligger i kantonen Le Merlerault som tillhör arrondissementet Argentan. År 2022 hade Échauffour 730 invånare.

## Befolkningsutveckling
Antalet invånare i kommunen Échauffour
| Referens: INSEE |